# 高見國一
高見 國一（たかみ くにいち、本名同じ、1944年2月28日 - ）は日本の俳優。大阪府出身。立命館大学中退。身長166cm・体重69kg。特技は南京玉簾。大映出身。

## 出演

### 映画
- 忠直卿行状記（1960年、森一生監督）- 家康の小姓役
- 女は二度生まれる（1961年、川島雄三監督）- 泉山孝平役
- 好色一代男（1961年、増村保造監督）- お梶の弟役
- 色の道教えます 夢三夜（1961年、加戸敏監督）- 浦野屋の丁稚役
- 雁の寺（1962年、川島雄三監督） - 堀ノ内慈念役
- 新選組始末記（1963年、三隅研次監督）- 大津彦平役
- 第三の影武者（1963年、井上梅次監督）- 松永伊織役
- 眠狂四郎殺法帖（1963年、田中徳三監督）- 捨丸役
- 剣（1964年、三隅研次監督）- 剣道部新入生多田役
- これからのセックス 三つの性（1964年、瑞穂春海監督）- 浩役
- 幸せなら手をたたこう（1964年、湯浅憲明監督）- 林圭太役
- 座頭市地獄旅（1965年、三隅研次監督）- やくざの亥之役
- 続鉄砲犬（1966年、村山三男監督）- 玉村荘吉役
- 女の賭場（1966年、田中重雄監督）- 立花組の下っ端 次郎役
- 女賭博師（1967年、弓削太郎監督）- 写真家田上の助手役
- ラーメン大使（1967年、島耕二監督）-『 葉っぱの会』のメンバー トン公役
- にせ刑事（1967年、山本薩夫監督）- 大庭役
- ジェットF104脱出せよ（1968年、村山三男監督）- 坂本三郎役

### テレビドラマ
- いのちの現場からVI（1999年9月-11月、MBS=TBS系 ドラマ30）
- 離婚計画〜いつか愛したあなたへ〜（2000年3月-5月、MBS=TBS系 ドラマ30）
- ほんまもん（2001年10月-2002年3月、NHK 朝の連続テレビ小説）
- アイ'ム ホーム（2004年11月-12月、NHK夜の連続ドラマ）
- 京都南署鑑識ファイル（2005年10月29日、土曜ワイド劇場） - 二条菊春役

### CM
- 小林製薬